# Срібний вовк
І він розповів мені одну з дивних поліських легенд, які такі свіжі, фантастичні і наївні, що здається, ніби їх створив не бідний, загнаний, мовчазний і забобонний народ, а сутінок вікового бору, з його непролазними нетрями, куди не ступала навіть звірина лапа, з його отруйними туманами, що висять над іржавими болотами з бездонними трясовинами.
«Срібний вовк», перша назва — «Перевертень (Поліська легенда)» — оповідання-билиця О. І. Купріна.

## Сюжет
Оповідання композиційно ділиться на дві частини. У першій немов нагнітається жах: груднева ніч, каламутне небо з клаптями хмар, дорога через хвойний ліс, де «Велетні сосни простягали через дорогу, ніби білі руки, свої пишні, обтяжені снігом гілки». Друга частина - власне билиця, переказ, розказаний ямщиком Трофимом, у якому стверджується, що вовкулаки в Поліссі «водяться - то справжня правда»...Оригінальний текст (рос.)
[Рассказ композиционно делится на две части. В первой словно нагнетается жуть: декабрьская ночь, мутное небо с клочьями облаков, дорога через хвойный лес, где «Великаны сосны протягивали через дорогу, точно белые руки, свои пышные, отягощенные снегом ветви». Вторая часть — собственно быличка, предание, рассказанное ямщиком Трофимом, утверждающим, что вовкулаки в Полесье «водятся — то истинная правда»…] Помилка: [undefined] Помилка: {{Lang}}: немає тексту (допомога): текст вже має курсивний шрифт (допомога)
У вступі автор розповідає, що якось взимку приїхав потягом на станцію Вовчий, де його вже чекав візник Трохим Щербатий, і вони вирушили на санях у Казимирівку Волинської губернії. Коли проїжджали лісом — південною околицею Біловезької пущі, завив вовк, а Щербатий зауваживши, що «А може, це й не вовк сурмить, а вовкулака", розповів місцеву легенду…

... як жив веселий хлопець Стецько Омельчук, який був першим хлопцем на селі, охочий як до роботи, так і до дівок, веселун і балагур. Але забрали парубка в армію:
Писав він, що живеться йому добре, товариші його люблять, начальство не ображає, а якщо й б'ють, то не сильно і зовсім небагато, тому що без бою на військовій службі ніяк неможливо. Потім писав він ще раз і говорив, що призначили його в полкову церкву за псаломщика. А там і зовсім перестав писати, бо тоді почалася у нас велика війна з турками.Оригінальний текст (рос.)
Писал он, что живется ему хорошо, товарищи его любят, начальство не обижает, а если и бьют, то не сильно и самую малость, потому что без боя на военной службе никак невозможно. Потом писал он еще раз и говорил, что назначили его в полковой церкви за псаломщика. А там и совсем перестал писать, потому что тогда началась у нас большая война с турками.
А через півтора року Стецько раптом восени, наче сніг на голову, повернувся в село. Але повернувся не таким яким пішов у солдати - «начебто його там, на війні, підмінили». Не залишилося від його запалу й сліду. Чорний і худий, з перев'язаною рукою, з двома турецькими кулями в тілі і кульгавий на одну ногу. Сидить цілий день похмурий і відлюдний і не бажає нікого бачити, все думає, думає…
Батьки вирішили одружити хлопця, і за нього пішла перша красуня на селі Грипна, але вона пізніше клялася і божилася, що чоловік з нею не спить і навіть не розмовляє, а опівночі іноді йде кудись, і повертається тільки під ранок. І саме в ці ночі обов'язково пропаде безвісти на шляху який-небудь подорожній.
Старий Омельчук вирішив простежити за сином, і відкрилася страшна правда: вночі Стецько перетворюється на величезного срібного вовка, і йде в ліс, де вже чекає зграя.
На ранок Стецько прийшовши до батька, розповів йому, що в ніч на Різдвяний святвечір дана вовкам велика влада над людьми, але не сміє зграя чіпати тих, «хто в цю ніч не своєю волею з дому вийшов», а ось той, хто їде «за своїм зиском», як купець на ярмарок, — саме й стає здобиччю. І після розмови з батьком зовсім зник Стецько, ніби його й не було ніколи.

## Історія
Оповідання входить до «Поліського циклу» оповідань Купріна, разом з оповіданнями «На глухарів», «Лісова глушина», і повістю «Олеся».
В оповіданні ті ж герої, що й в оповіданні «На глухарів» — оповідач і поліський мисливець Трохим Щербатий.
Цикл письменник створив на основі вражень від служби 1897 року управителем маєтку в колишньому селі Казимирка (зараз — Кузьмівка) Рівненського повіту Волинської губернії.
Оповідання вперше надруковано в газеті «Одеські новини» № 5230 за 4 березня 1901 року, під назвою «Перевертень (Поліська легенда)». Майже без змін увійшов до зібрання творів.

Але через тридцять років Купрін, поміщаючи оповідання в паризькій газеті «Відродження» № 2045 за 7 січня 1931 року, змінив його, замінивши назву «Перевертень» — на «Срібний вовк», підзаголовок «Поліська легенда» — на «Різдвяне оповідання», станцію Березну — на Вовчу, текст значно скоротив, змінив вступ до розповіді візника і кінцівку оповідання.
Вступ:

«І він розповів мені одну з дивних поліських легенд, які настільки свіжі, фантастичні і наївні, що здається, ніби їх створив не бідний, загнаний, мовчазний і забобонний народ, а сутінки вікового бору, з його непролазними нетрями, куди не ступала навіть звірина лапа , з його отруйними туманами, що висять над іржавими болотами, з його бездонними трясовинами. Я ніколи не забуду тих сильних, моторошних відчуттів, які я відчував, слухаючи цю розповідь, тоді як сани безшумно ковзали м'яким снігом, а нагорі в вузькому каламутному просвіті стрімко неслися прозорі обривки хмар, а ліс ніби завмер і прислухався, не рухаючись , до далекого тужливого співу вовка. У цю ніч я також був схильний вірити в злих духів і в перевертнів, як і Трохим, котрий говорив з непохитною вірою і з побожною повагою до переказів батьків…»
Кінцівка:

Так і пропав Стецько безвісти; ніхто не бачив його відтоді, і ніхто не чув про нього. Бігає він, одержимий страшною силою, лісовими хащами і сурмить вовком, наводячи жах на добрих Людей ... Ми під'їжджаємо до села. Занесене снігом, без вогнів у віконцях, воно здавалося холодним і мертвим у блідому напівсвітлі лютневої ночі. Потяглися тини, загавкали собаки... На душі мені було тривожно і сумно.

## Критика
К. Трунін зазначив, що «Перевертень» — рідкісний твір Купріна на основі містичного або казкового сюжету, і звернув увагу, що 1901 року письменник створив шість оповідань, пробуючи себе в різних жанрах, експериментуючи: «у стані фрагмента залишилося в числі інших і це оповідання. Тема вовкулак-перевертнів могла бути цікавішою, якби приділи їй Купрін більше уваги».
Зазначають, що в усьому «Поліському циклі» Купріна фольклорні мотиви - легенди, притчі, повір'я - залишаються вставними новелами, на відміну від, наприклад, оповідань Гоголя, де фольклорні мотиви розчиняються в сюжеті. Однак, саме такий прийом дозволяє Купріну створити відчуття реальності містичних подій:
Реальна подія - вовче виття, відсилає до містичних подій. У самому оповіданні присутні зимовий, майже казковий колорит і особливе відчуття того, що відбувається - місце і час: «Була груднева ніч - тиха, світла і не холодна. Сніг щойно перестав падати», і в легенді - «Ніч була світла, місячна і мороз стояв такий, що дерева тріщали». Завдяки такому опису хронотопу, слухач потрапляє на межу дійсності й сну.Оригінальний текст (рос.)
[Реальное событие — волчий вой, отсылает к мистическим событиям. В самом рассказе присутствуют зимний, почти сказочный колорит и особое ощущение происходящего — место и время: «Была декабрьская ночь — тихая, светлая и не холодная. Снег только что перестал падать», и в легенде — «Ночь была светлая, месячная и мороз стоял такой, что деревья трещали». Благодаря такому описанию хронотопа, слушатель попадает на границу яви и сна.] Помилка: [undefined] Помилка: {{Lang}}: немає тексту (допомога): текст вже має курсивний шрифт (допомога)
Оповідання побудовано на художній обробці поліських повір'їв про перевертнів - «вовкодланів» , є зразком літературної інтерпретації поліського повір'я - билиці.

Зауважено, що до слова «вовкодлан» сам автор зробив характерну примітку: «вовкулак, упир», проте, герой оповідання обертався на вовка, а не на мерця, і в цій авторській примітці, на думку професора Інституту мовознавства РАН К. Г. Красухіна, відбилася «сила закладеної Пушкіним традиції, що кожен перевертень уявлявся вовкулаком і упирем».Журнал «Вопросы русской литературы» зазначає, що хоча Купрін і зберіг сюжетну основу народного повір'я, але значно розширив оповідь, доповнивши і змінивши фольклорне джерело, зокрема, зазначенням місця дії - село Казимирка Волинської губернії, а також імен і прізвищ дійових осіб. І ці доповнення в першій частині розповіді (приїзд автора на залізничну станцію) дозволяють письменнику в особистих враженнях повідомити читачеві обставини, за яких почуто народний переказ:
Але з цього зовнішнього завдання випливає внутрішнє, головне: привернути увагу до екзотичного колориту обставин і навіяти читачеві почуття очікування чогось таємничого і незвичайного. Саме цьому слугує зображення занесеної снігом станції в Поліссі, яка «здавалася неживою й забутою всім світом», опис візника Трохима Щербатого в поліському одязі, і, особливо, картина зимового лісу, в якій поетичність досягається точністю зображення та музичним ритмом фрази: «Вершини дерев, гублячись десь в незмірній висоті, залишали над нашими головами».

Оповідання відбиває характерну для творчості О. І. Купріна єдність романтичного і реалістичного зображення дійсності. Звернувшись до українського фольклору, художньо переробивши поліське повір'я-билицю про перевертня, письменник наповнює його сюжет колоритним побутовим змістом, надає народній оцінці подій виразного соціального звучання, майстерно переплітає реальність з вигадкою і так досягає особливої виразності і цікавості оповіді.
Оригінальний текст (рос.)
[Но из этой внешней задачи вытекает внутренняя, главная: обратить внимание на экзотический колорит обстоятельств и внушить читателю чувство ожидания чего-то таинственного и необычайного. Именно этому служит изображение занесенной снегом станции в Полесье, которая «казалась неживой и забытой всем миром», описание возницы Трохыма Щербатого в полесской одежде, и особенно картина зимнего леса, в которой поэтичность достигается точностью изображения и музыкальным ритмом фразы: «Вершины деревьев, теряясь где-то в неизмеримой высоте, оставляли над нашими головами».

Рассказ отражает характерное для творчества А. И. Куприна единство романтического и реалистического изображения действительности. Обратившись к украинскому фольклору, художественно переработав полесское поверье-быличку об оборотне, писатель наполняет его сюжет колоритным бытовым содержанием, придает народной оценке событий отчетливое социальное звучание, искусно переплетает реальность с вымыслом и таким образом, достигает особой выразительности и занимательности повествования.] Помилка: [undefined] Помилка: {{Lang}}: немає тексту (допомога): текст вже має курсивний шрифт (допомога)— Вопросы русской литературы, 1979 рік